# Passions Between Women
Passions Between Women: British Lesbian Culture 1668-1801 (Pasiones Entre Mujeres: Cultura Lésbica Británica 1668-1801) es una monografía académica de Emma Donoghue, que recopila descripciones escritas de las relaciones lésbicas en Gran Bretaña en la era moderna temprana. Se publicó por primera vez en Reino Unido en 1993 por Scarlet Press y se reimprimió en los EE. UU. en 1996 por Harper Perennial.
El libro incluye material de una variedad de géneros literarios (novelas, obras de teatro, poesía, historias y biografías), así como fuentes no literarias como escritos médicos, antecedentes penales, periódicos, cartas y diarios. La obra más antigua incluida es The Convent of Pleasure (El convento del placer)  (1668) de Margaret Cavendish, y la más reciente es Belinda (1801) de Maria Edgeworth.  Otros ejemplos incluyen la relación entre la reina Ana de Gran Bretaña y Sarah Churchill; el "marido femenino" Samuel Bundy/Sarah Paul; la relación de Sophia Baddeley con Elizabeth Steele; y Queen Catharine; or, The Ruines of Love (La reina Catalina; o, Las ruinas del amor) (1698) de Mary Pix.  Donoghue organiza sus ejemplos en cuatro temas clave: difuminación del género, amistad, sexo y comunidad.
El libro de Donoghue se distingue del anterior Surpassing the Love of Men (1981) de Lillian Faderman porque enfatiza la posibilidad de relaciones sexuales entre mujeres, y no solo las «amistades románticas» más delicadas descritas por Faderman.   El libro también refuta la idea de que las lesbianas no concebían una identidad sexual compartida y que rara vez dejaban constancia de su presencia por escrito antes del siglo XIX. 